# Martiherrero
Martiherrero ist ein Ort und eine zentralspanische Gemeinde (municipio) mit 361 Einwohnern (Stand: 2024) in der Provinz Ávila in der Autonomen Region Kastilien-León.

## Lage
Martiherrero befindet sich in den nördlichen Ausläufern der Sierra de Gredos gut acht Kilometer westnordwestlich von Ávila in einer Höhe von 1230 m. Das Klima im Winter ist kühl, im Sommer dagegen trotz der Höhenlage durchaus warm; die geringen Niederschlagsmengen (ca. 532 mm/Jahr) fallen – mit Ausnahme der nahezu regenlosen Sommermonate – verteilt übers ganze Jahr.

## Bevölkerungsentwicklung
| Jahr      | 1970 | 1981 | 1991 | 2001 | 2011 | 2021 |
| Einwohner | 308  | 241  | 206  | 232  | 298  | 336  |

## Sehenswürdigkeiten

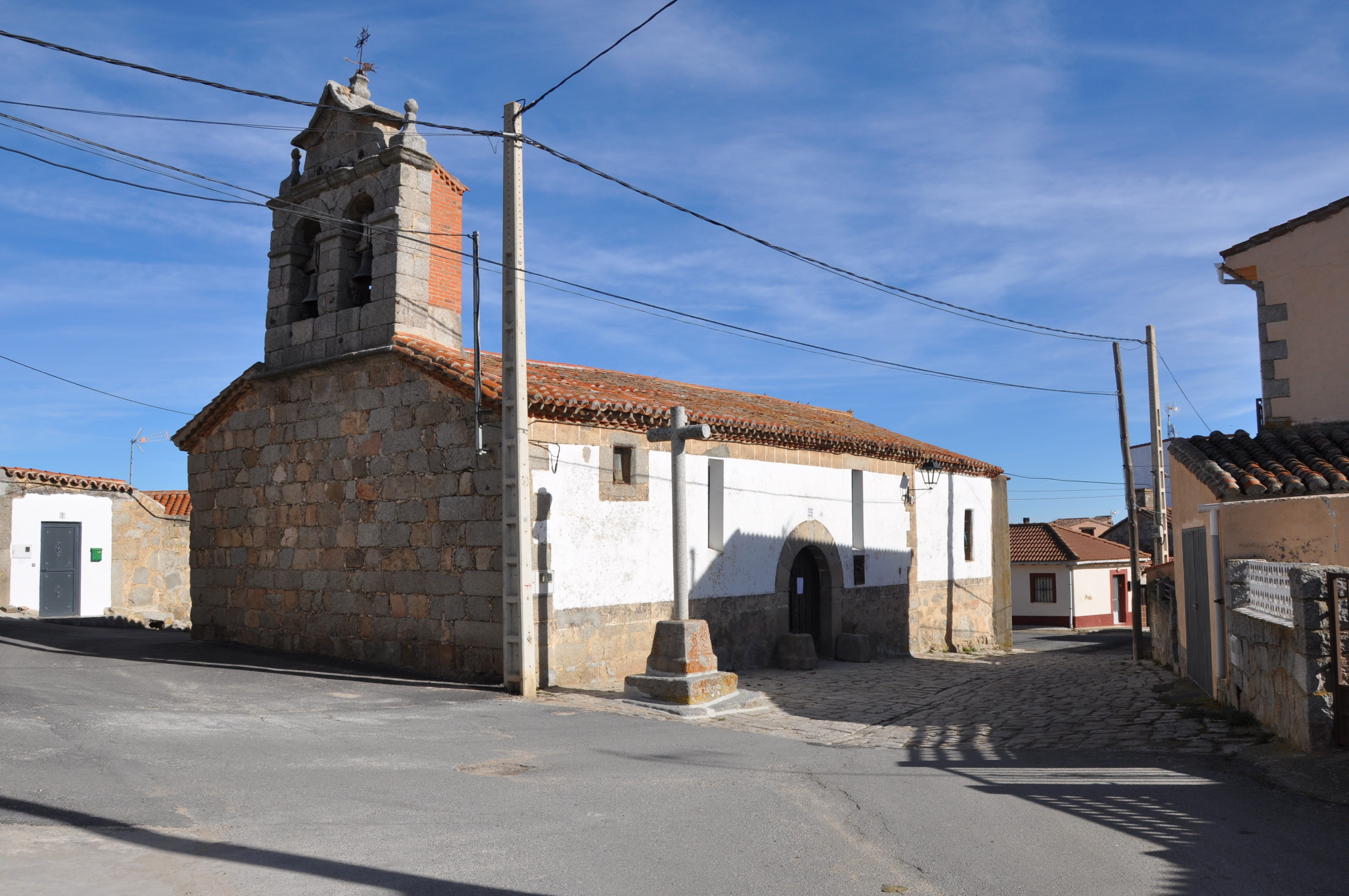
Kirche Mariä Himmelfahrt
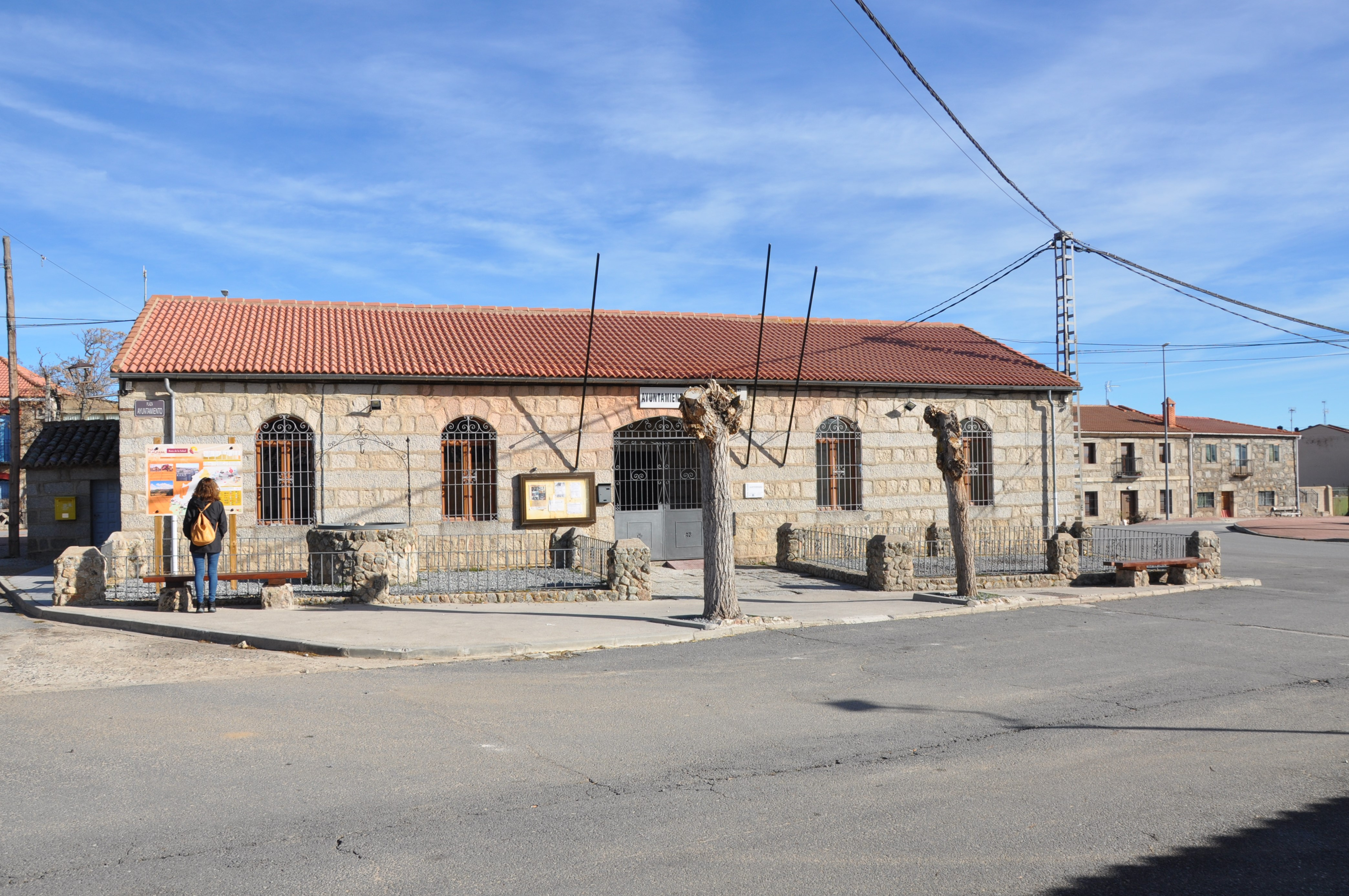
Rathaus

- Kirche Mariä Himmelfahrt
- Rathaus